# Симонссон, Ханс
Ханс Симонссон (швед. Hans Simonsson; р. 1 мая 1962, Фергарюд, лен Халланд) — шведский профессиональный теннисист и автогонщик, победитель Открытого чемпионата Франции 1983 года в мужском парном разряде.

## Спортивная карьера
Ханс Симонссон пришёл в теннис вслед за старшим братом Стефаном. В 1978 году он выиграл юниорский чемпионат Европы (в возрасте до 16 лет), в 1979 году дошёл до полуфинала на Уимблдонском турнире в одиночном разряде среди юношей, а на следующий год повторил свой юниорский успех уже в возрастной категории до 18 лет. В 1980 году он был впервые приглашён в сборную команду Швеции на финальный матч Европейской зоны с итальянцами, но вместе с братом проиграл свою дебютную игру итальянской паре Бертолуччи-Панатта. В августе на турнире класса «челленджер» в Ле-Туке он вышел в паре с Тенни Свенссоном в первый в карьере финал профессионального турнира. Осенью он уже дошёл до полуфинала турнира Гран-При в Мадриде в паре со Стефаном, а затем вышел в четвертьфинал Открытого чемпионата Стокгольма в одиночном разряде, но уступил там Джону Макинрою.
В 1981 году Симонссон завоевал свои первые титулы в турнирах Гран-при в Линце и Барселоне. В обоих случаях его партнёром был соотечественник Андерс Яррид, в паре с которым Симонссон затем провёл лучшие годы своей карьеры. На следующий год Симонссон и Яррид уже выиграли четыре турнира и ещё дважды проигрывали в финалах, в том числе в Открытом Гран-при Германии — одном из центральных турниров европейского грунтового сезона. Этот сезон стал для Симонссона самым удачным во взрослой карьере в одиночном разряде: он дважды доходил до полуфинала турниров Гран-при (в Индианаполисе и Анконе), обыграл по ходу сезона таких сильных соперников, как Гильермо Вилас, Андрес Гомес и Стэн Смит, и закончил год на 45-м месте в рейтинге АТР.
В 1983 году Симонссону не удалось развить свои успехи в одиночном разряде, но в парах он продолжал успешно выступать с Ярридом. Шведский тандем выиграл за сезон три турнира, в том числе Открытый чемпионат Франции, где Симонссон и Яррид, посеянные восьмыми, за три последних круга обыграли последовательно вторую, четвёртую и третью сеяные пары. После этого они дошли до полуфинала на Уимблдоне, где уступили лишь посеянным первыми Джону Макинрою и Питеру Флемингу. В ноябре Симонссон поднялся до восьмого места в рейтинге теннисистов, выступающих в парном разряде. Со сборной он дошёл до финала Кубка Дэвиса, одержав в паре с Ярридом три победы над соперниками из Индонезии, Новой Зеландии и Аргентины, но в финале шведы всё же уступили австралийцам в Мельбурне. В начале следующего года Симонссон и Яррид выиграли итоговый турнир сезона по версии ассоциации World Championship Tennis.
В дальнейшем успехи Симонссона пошли на спад. Его больше не приглашали в сборную на матчи Кубка Дэвиса, а с Ярридом они выиграли за весь остаток 1984 года только один турнир. Неудачно выступив в январе следующего года в итоговых турнирах, их пара распалась. Последним значительным успехом в карьере Симонссона стал выход в финал Открытого чемпионата Франции 1985 года в паре с израильтянином Шломо Гликштейном. Гликштейн и Симонссон были посеяны лишь шестнадцатыми, но переиграли по пути в финал пятую и вторую сеяные пары, а в полуфинале — Яррида и Стефана Эдберга, посеянных четвёртыми. В финале они проиграли восьмой посеянной паре. Вскоре после этого Ханс Симонссон в паре со старшим братом завоевал последний, двенадцатый в карьере, титул в турнирах Гран-при, и в конце того же года завершил в 23 года профессиональную игровую карьеру ради карьеры автогонщика. В дальнейшем он эпизодически участвовал в различных североевропейских автоспортивных сериях: местной Формуле-Форд и Формуле-3, а также в рамках чемпионата Швеции по турингу. Позже он стал совмещать это своё увлечение с работой теннисным тренером.

## Участие в финалах турниров в парном разряде за карьеру (18)

### Победы (12)
| №   | Дата        | Турнир                                    | Покрытие | Партнёр          | Соперники в финале              | Счёт в финале           |
| --- | ----------- | ----------------------------------------- | -------- | ---------------- | ------------------------------- | ----------------------- |
| 1.  | 30 мар 1981 | Линц, Австрия                             | Хард (i) | Андерс Яррид     | Брэд Дрюэтт Павел Сложил        | 6-4, 7-6                |
| 2.  | 5 окт 1981  | Барселона, Испания                        | Грунт    | Андерс Яррид     | Ганс Гильдемайстер Андрес Гомес | 6-1, 6-4                |
| 3.  | 8 мар 1982  | Линц (2)                                  | Грунт    | Андерс Яррид     | Пол Кронк Род Фроли             | 6-2, 6-0                |
| 4.  | 12 июл 1982 | Открытый чемпионат Швеции, Бостад         | Грунт    | Андерс Яррид     | Матс Виландер Йоаким Нюстрём    | 0-6, 6-3, 7-6           |
| 5.  | 4 окт 1982  | Барселона (2)                             | Грунт    | Андерс Яррид     | Карлус Кирмайр Кассиу Мотта     | 6-3, 6-2                |
| 6.  | 15 ноя 1982 | Анкона, Италия                            | Ковёр    | Андерс Яррид     | Тим Галликсон Бернард Миттон    | 4-6, 6-3, 7-6           |
| 7.  | 23 мая 1983 | Открытый чемпионат Франции, Париж         | Грунт    | Андерс Яррид     | Шервуд Стюарт Марк Эдмондсон    | 7-64, 6-4, 6-2          |
| 8.  | 3 окт 1983  | Барселона (3)                             | Грунт    | Андерс Яррид     | Джим Герфин Эрик Искерски       | 7-5, 6-3                |
| 9.  | 31 окт 1983 | Стокгольм, Швеция                         | Хард (i) | Андерс Яррид     | Джохан Крик Питер Флеминг       | 6-3, 6-4                |
| 10. | 9 янв 1984  | Итоговый турнир WCT, Лондон               | Ковёр    | Андерс Яррид     | Павел Сложил Томаш Шмид         | 1-6, 6-3, 3-6, 6-4, 6-3 |
| 11. | 8 окт 1984  | Australian Indoors, Сидней                | Хард (i) | Андерс Яррид     | Шервуд Стюарт Марк Эдмондсон    | 6-4, 6-4                |
| 12. | 22 июл 1985 | Открытый чемпионат Нидерландов, Хилверсюм | Грунт    | Стефан Симонссон | Марк Вудфорд Карл Лимбергер     | 6-3, 6-4                |

### Поражения (6)
| №  | Дата        | Турнир                              | Покрытие | Партнёр         | Соперники в финале              | Счёт в финале      |
| -- | ----------- | ----------------------------------- | -------- | --------------- | ------------------------------- | ------------------ |
| 1. | 20 июл 1981 | Открытый чемпионат Швеции, Бостад   | Грунт    | Андерс Яррид    | Джон Фицджеральд Марк Эдмондсон | 6-2, 5-7, 0-6      |
| 2. | 10 мая 1982 | Открытый Гран-при Германии, Гамбург | Грунт    | Андерс Яррид    | Павел Сложил Томаш Шмид         | 4-6, 3-6           |
| 3. | 20 сен 1982 | Бордо, Франция                      | Грунт    | Андерс Яррид    | Ганс Гильдемайстер Андрес Гомес | 4-6, 2-6           |
| 4. | 7 мар 1983  | Брюссель, Бельгия                   | Ковёр    | Матс Виландер   | Хайнц Гюнтхардт Балаж Тароци    | 2-6, 4-6           |
| 5. | 11 июл 1983 | Открытый чемпионат Швеции (2)       | Грунт    | Андерс Яррид    | Матс Виландер Йоаким Нюстрём    | 6-1, 6-7, 6-7      |
| 6. | 27 мая 1985 | Открытый чемпионат Франции, Париж   | Грунт    | Шломо Гликштейн | Ким Уорик Марк Эдмондсон        | 3-6, 4-6, 7-6, 3-6 |

## Участие в финалах Кубка Дэвиса (1)
Поражение (1)
| Год  | Место проведения    | Команда                                                | Соперники                                                  | Счёт |
| ---- | ------------------- | ------------------------------------------------------ | ---------------------------------------------------------- | ---- |
| 1983 | Мельбурн, Австралия | Швеция М. Виландер, Й. Нюстрём, Х. Симонссон, А. Яррид | Австралия П. Кэш, П. Макнами, Д. Фицджеральд, М. Эдмондсон | 2-3  |